# Draaby Sogn (Frederikssund Kommune)
 For alternative betydninger, se Draaby Sogn. (Se også artikler, som begynder med Draaby Sogn)
Draaby Sogn er et sogn i Frederikssund Provsti (Helsingør Stift).
I 1800-tallet var Draaby Sogn anneks til Gerlev Sogn. Begge sogne hørte til Horns Herred (Sjælland) i Frederiksborg Amt. Gerlev-Draaby sognekommune havde inden kommunalreformen i 1970 taget navnet Jægerspris og blev ved selve reformen kernen i Jægerspris Kommune, der ved strukturreformen i 2007 indgik i Frederikssund Kommune.
I Draaby Sogn ligger Draaby Kirke. Skoven Kirke blev i 1897 indviet som filialkirke til Draaby Kirke. Skoven blev så et kirkedistrikt i Draaby Sogn. I 2010 blev Skoven Kirkedistrikt udskilt som det selvstændige Skoven Sogn.
I Draaby og Skoven sogne findes følgende autoriserede stednavne:
- Bakkegårde (bebyggelse, ejerlav)
- Barakkerne (bebyggelse, ejerlav)
- Dyrnæs (areal)
- Færgelunden (areal)
- Gøgebakke (bebyggelse)
- Hjortegårde (bebyggelse, ejerlav)
- Hornsved (bebyggelse)
- Jægerspris (bebyggelse, landbrugsejendom)
- Jægerspris hgd. (bebyggelse, landbrugsejendom, ejerlav)
- Kignæs (areal)
- Kignæsbakkerne (bebyggelse)
- Kobbelgårde (bebyggelse, ejerlav)
- Kulhuse (bebyggelse, ejerlav)
- Louiseholm (landbrugsejendom)
- Neder Dråby (bebyggelse)
- Neder Dråby By (bebyggelse, ejerlav)
- Nordskoven (areal)
- Nygårde (bebyggelse, ejerlav)
- Nyhuse (bebyggelse, ejerlav)
- Nyvang (bebyggelse)
- Over Dråby (bebyggelse)
- Over Dråby By (bebyggelse, ejerlav)
- Over Dråby Strand (bebyggelse)
- Overdrevshuse (bebyggelse)
- Seksgårde (bebyggelse)
- Skoven (bebyggelse)
- Skåningegårde (bebyggelse)
- Slagelsegårdene (bebyggelse, ejerlav)
- Smedehuse (bebyggelse)
- Troldegårde (bebyggelse, ejerlav)
- Vester Strand (areal)
- Vænget (bebyggelse)